# 戏曲

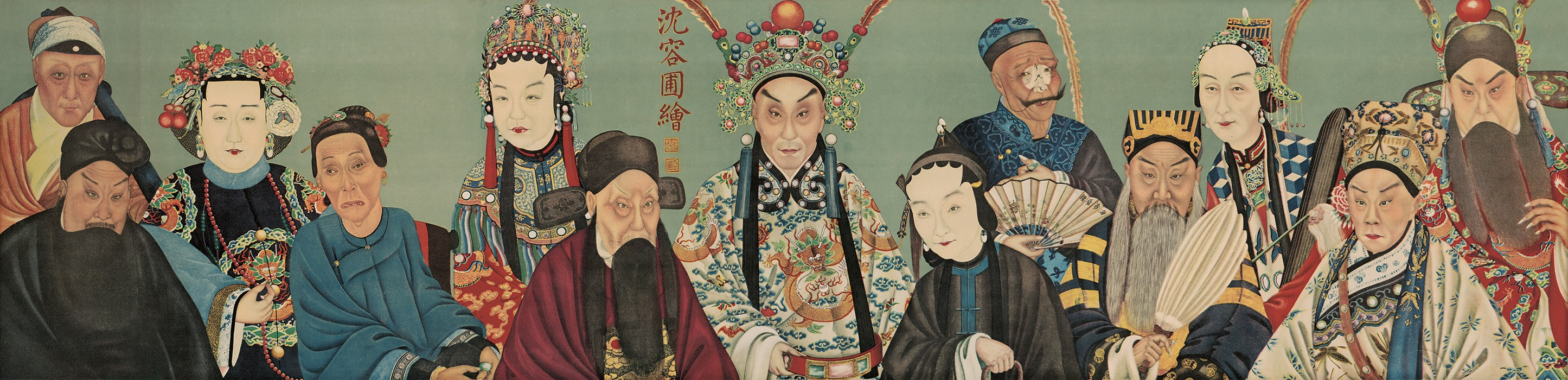
清代描绘知名戏曲演员的画作《同光十三绝》

戲曲是指中華文化的傳統戏剧。「戲曲」一詞始見於《水雲村稿》中〈詞人吳雲章傳〉，指南宋流行於民間的永嘉戲曲，是南戲戲文發展之濫觴。在河南省偃师市出土的一座宋代墓葬里，发掘出来的“宋杂剧演员丁都赛雕像砖”，是中国现存的最早记录戏曲演出活动形象的文物。爾後，「戲曲」之名迭有變遷，以「戲曲」指稱「中國傳統戲劇」，須待王國維《宋元戲曲考》問世，本書以「戲曲」為名，首度將中國傳統戲劇推上近代學術之林，「戲曲」乃成為「中國傳統戲劇」之專稱。
王國維將戲曲定義成「合歌舞以演故事」，同時也指出代言體是戲曲不同於其他文類的重要特點。由此定義看來，戲曲必須具備演員、劇場、詩歌、舞蹈、音樂、代言體、演故事等基本元素。臺灣學者曾永義將王國維對戲曲的定義視為戲曲小戲必須具備的條件，小戲的表演藝術較為原始。而相較於小戲的大戲有更高度的藝術表現，已經是綜合的文學與藝術，其定義為：「中國古典戲劇是在搬演故事，以詩歌為本質，密切結合音樂和舞蹈，加上雜技，而以講唱文學的敘述方式，通過俳優妝扮，運用代言體，在狹隘的劇場上所表現出來的綜合文學和藝術。」2001年聯合國教科文組織首發《人類非物質文化遺產代表作名錄》，崑劇獲納入名錄之內，引起公眾對戲曲發展及傳承的關注。2009年及2010年，粵劇、藏劇及京劇更先後被列入世界級非物質文化遺產，戲曲藝術進一步得到世界重視。

## 历史剧种
根據時代分期，中國戲曲包括：
- 原始戲劇：傩戏、巫戲
- 漢代：百戲、角觝
- 魏晉南北朝：代面、踏搖娘、缽頭、樊噲排君難
- 唐代：談容娘、參軍戲

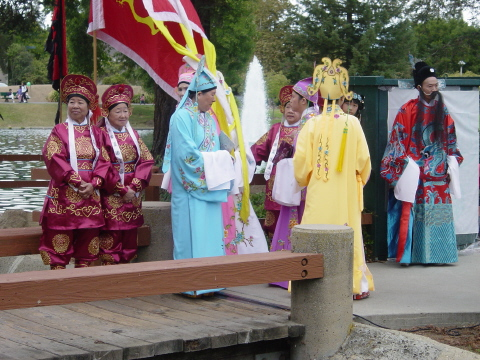
中国戲曲表演

- 宋金元：宋雜劇、永嘉雜劇、戲文（南戲）、院本、雜劇（北劇）
- 明清：傳奇、雜劇

## 现存剧种
据中国艺术研究院的数据，1950年代末1960年代初，即大跃进时期，当时中国有367个戏曲剧种，其中包括50多个当时新创立的剧种（即新兴剧种）；到了1982年，《中国大百科全书·戏曲卷》编撰过程中所做调查统计发现，当时仍有317个剧种；而到了2005年，仅剩下267个剧种。
在眾多劇種中，崑曲和京劇被認為是中國傳統戲劇的最高典範，其它常見劇種則有豫剧、粵劇、閩劇、越剧、黄梅戏、评剧等等。

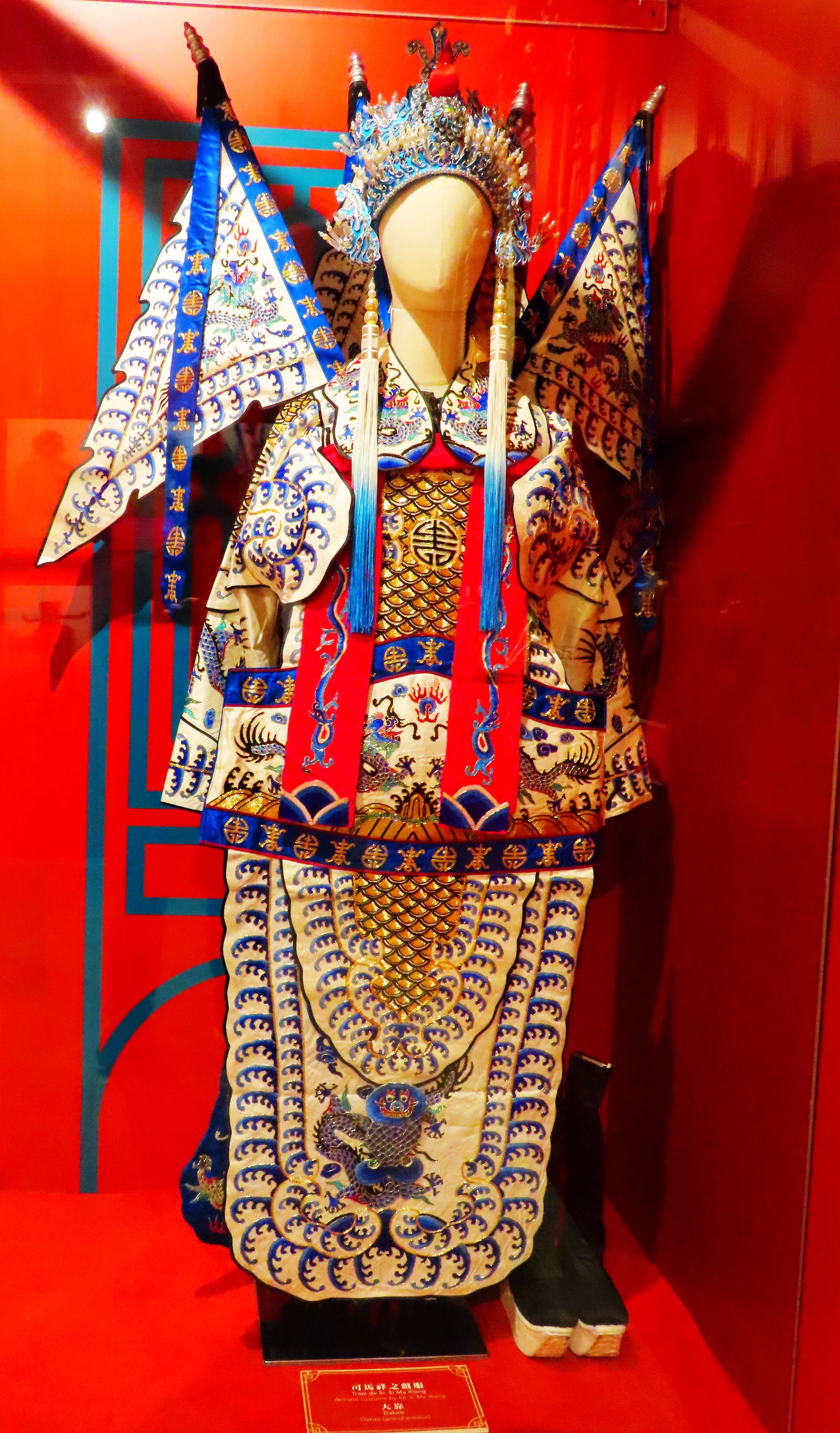
粵劇戲服

- 北京戏曲：京剧（又称平剧）、北崑、西路评剧、京梆子、北京曲剧、燕歌戲、诗赋弦、淤白蹦蹦戲、葦子水秧歌戲、山梆子戲、北京皮影
- 天津戏曲：京剧（又称平剧）、衛梆子、寶坻评剧、北崑、薊州皮影、百忍京秧歌高蹺
- 河北戏曲：京剧（又称平剧）、河北梆子、评剧（東路）、北崑、丝弦、老调、哈哈腔、賢譽調、河北乱弹、武安平调、武術戲、口邦子、落子、西调、蔚县秧歌、隆尧秧歌、定县秧歌、軟秧歌、四股弦、唐剧、横岐调、上四调、磁州怀调、邯鄲賽戲、南鑼劇、墜子戲、唐山皮影、河中皮影、冀南皮影
- 河南戏曲：豫剧（河南梆子）、河南曲剧、越调、淮調、四平调、大平调、二夹弦、河南道情、柳琴调、罗卷戏、宛梆（南阳梆子）、坠剧、怀梆 、怀调、大弦戏、豫南花鼓、乐腔、五调腔、蒲劇、地燈戲、嗨子戲、大辮戲、南樂五腔調、棗梆、漢劇、花籃戲、河陽花鼓戲、光山花鼓戲、揚高戲、落腔、柳子戲、目蓮戲、槓天神、靈寶皮影、羅山皮影、桐柏皮影、南庄木偶戲
- 山东戏曲：吕剧、钝腔、山东梆子、枣梆、莱芜梆子、膠州秧歌、东路梆子、柳子戏、茂腔、柳腔、五音戏、柳琴戏、两夹弦、四平调 、萊西木偶戲、濟南皮影
- 山西戏曲：晋剧（山西梆子）：蒲剧（蒲州梆子）、山西中路梆子、山西北路梆子、上党梆子、锣鼓杂戏、耍孩儿戏、灵邱罗罗、上党皮黄、上党落子、永济道情戏、洪洞道情戏、临县道情戏、晋北道情戏、襄武秧歌、壶关秧歌、沁源秧歌、祁太秧歌、繁峙秧歌、朔县秧歌、孝义碗碗腔、曲活碗碗腔、弦子腔、凤台小戏、晉南皮影、晉中皮影、孝義木偶戲
- 陕西戏曲：秦腔（陕西梆子）、铜川梆子、眉户剧、汉调二黄、阿宫腔、合阳跳戏、合阳线戏、陕西碗碗腔、陕西老腔、弦板腔、陕西道情戏、陕南花鼓戏、陕南端公戏、安康弦子戏、東路皮影、西路皮影、合陽線戲、陝西杖頭木偶戲
- 甘肃戏曲：陇剧、高山剧、敦煌曲子戲、華亭曲子戲、民勤小曲戲、半台戲、燈盞頭戲、崆峒笑談、影子腔、南木特（甘南藏戏）、隴東皮影、隴西皮影、影子腔、正寧木偶戲
- 寧夏戏曲：秦腔剧、眉戶劇、牛皮燈影子
- 黑龙江戏曲：龙江戏、北路二人轉、龍江皮影
- 吉林戏曲：吉剧、東路二人轉、新城戏、黄龙戏、舒蘭皮影
- 辽宁戏曲：辽南影调戏（辽剧）、海城喇叭戏、奉天落子、唐派京劇、阜新蒙古剧、彩扮莲花落、海城高蹺秧歌、二人转、遼南皮影戲、遼西木偶戲
- 安徽戏曲：徽剧、黄梅戏、凤阳花鼓戏、庐剧、青阳腔、岳西高腔、安徽目连戏、安徽戏、安徽端公戏、沙河调、泗洲戏、坠子戏、含弓戏、芜湖梨簧戏、文南词、皖南花鼓戏、淮北花鼓戏、淮剧、嗨子戏、靈璧皮影、淮派皮影、皖南皮影、岳西木偶戲、界首扁擔戲
- 江苏戏曲：昆剧（昆曲）、扬剧、淮剧、锡剧、通剧、淮海戏、苏剧、徐州梆子、丹剧、丁丁腔、淮红剧、海门山歌剧、江蘇皮影、肩擔木偶戲、泰興木偶戲
- 上海戏曲：沪剧、滑稽戏、奉贤山歌剧、越劇、海派京劇、昆曲、淮劇、崇明扁擔戲、海派木偶戲、長寧皮影
- 浙江戏曲：越剧、婺剧、绍剧、永崑、新昌高腔、宁海平调、松阳高腔、醒感戏、金华昆腔戏、黄岩乱弹、诸暨乱弹、瓯剧、和剧、杭剧、甬剧、湖剧、姚剧、睦剧、泰顺药发木偶戏、海寧皮影、平陽木偶戲
- 江西戏曲：赣剧、弋阳腔、盱河戏、东河戏、宁河戏、瑞河戏、宜黄戏、赣南采茶戏、萍乡采茶戏、万载花灯戏、抚州采茶戏、吉安采茶戏、宁都采茶戏、赣东采茶戏、九江采茶戏、景德镇采茶戏、武宁采茶戏、高安采茶戏 、婺源徽劇、湘東皮影、江西提線木偶、江西杖頭木偶
- 福建戏曲：闽剧、高甲戏、芗剧、莆仙戏、梨园戏、四平戲、闽西汉剧、北路戏、右词南剑调、屏南亂彈戲、平讲戏、词明戏、南词戏、大腔戏、小腔戏、打城戏、梅林戏、閩南皮影戏、布袋戏、嘉禮戲、大腔金線傀儡戲、傳子木偶戲、詔安鐵枝戲、柴頭仔戲、七條線木偶戲、屏南杖頭木偶戲、串頭戲、四平傀儡戲、闽西采茶戏、閩西木偶戲、闽西山歌戏、邵武三角戏、竹马戏、游春戏、肩膀戏、雜劇作場戲、車鼓弄、福建潮劇、尹派越劇
- 广东戏曲：粤剧、潮剧、正字戏、白字戏、西秦戏、廣東漢劇、花朝戏、粤北采茶戏、乐昌花鼓戏、雷剧、梅州客家山歌剧、粤西白戏、貴兒戲、石角儺戲、雷州姑娘歌、英歌、五華提線木偶戲、粵西白戲、高州木偶戲、鐵枝木偶戲、陸豐皮影戲、手擎木偶戲
- 广西戏曲：桂剧、粵劇、彩调剧、邕剧、丝弦戏、牛娘剧、桂南采茶戏、師公戲、广西壮剧（北路壯劇、南路壯劇、壯族師公戲）、广西苗戏、广西侗戏、毛南戲、壯族提線木偶戲、柏白客家木偶戲
- 海南戏曲：琼剧、臨劇、海南齋戲、海南公仔戲、臨高木偶戲
- 湖北戏曲：汉剧、荆河戏、南剧、湖北越调、山二黄、湖北高腔、楚剧、湖北漁鼓、东路花鼓戏、黄梅采茶戏、阳新采茶戏、远安花鼓戏、襄阳花鼓戏、荆州花鼓戏、梁山调、郧阳花鼓戏、随县花鼓戏、堂戏、文曲戏、鄂西柳子戏、漁鼓皮影、歌腔皮影、武漢杖頭木偶
- 湖南戏曲：湘剧、祁剧、常德汉剧、衡阳湘剧、荆河戏、巴陵戏、辰河戏、湘崑、长沙花鼓戏、岳阳花鼓戏、常德花鼓戏、湘西花灯戏、湘西阳戏、衡阳花鼓戏、邵阳花鼓戏、零陵花鼓戏、师道戏、湘西苗剧、新晃侗族傩戏、澧州皮影戲、長沙皮影戲、衡陽皮影戲、檟山皮影戲、邵陽布袋戲、湖南杖頭木偶
- 四川戏曲：川剧、四川曲剧（曲艺剧）、川北燈戲、蘆山花燈戲、洪雅師道戲、南部儺戲、梓潼陽戲、射箭提陽戲、旺蒼端公戲、嘉絨藏戲、木雅藏戲、康巴藏戲、德格藏戲、南木達藏戲、理塘藏戲、巴塘藏戲、色達藏戲、釋比戲、成都燈影、川北燈影、川北大木偶戲、成都木偶戲、被单戏、鄰水手掌木偶戲、白龍紙偶戲
- 重慶戲曲：渝派川劇、四川曲剧、秀山花灯戏、秀山辰河戲、梁山燈戲、踩堂戲、杨戏、面具陽戲、木臘莊儺戲、後河古戲、亞亞戲、石柱土戏、巴渝木偶戲、三峽皮影
- 云南戏曲：滇剧、云南花灯戏、昆明曲剧、关索剧、傣剧、白剧、云南壮剧（富寧土戲、樂西土戲、廣南沙戲）、彝剧、大詞戲、殺戲、騰沖皮影
- 贵州戏曲：黔剧、贵州本地梆子、贵州花灯剧、贵州侗戏、贵州布依戏、贵州苗戏、安顺地戏、佤族清戏、仡佬族儺戲、撮泰吉、石阡木偶戲
- 内蒙古戏曲：呼圖格沁、查瑪、科尔沁蒙古剧、八角鼓戲、内蒙大秧歌 、二人台、漫瀚剧、內蒙道情、晉劇、巴林皮影
- 青海戏曲：黃南藏戏、馬背藏戏、平弦戏、青海眉戶戏、河湟皮影戲、目蓮寶卷、剛察寺院藏戲、互助秦腔
- 新疆戏曲：維吾爾劇、新疆曲子戏、汗都春
- 西藏戏曲：白面具藏戲、藍面具藏戲、昌都藏戲、門巴戲 、夏爾巴瑪尼戲、巴共戲
- 香港戲曲：粵劇、潮劇、白字戲、閩劇、木偶戲（提線木偶、掌中木偶、杖頭木偶、手托木偶、皮影戲）
- 澳門戲曲：粵劇、土生土語話劇

### 臺灣的劇種
- 臺灣戲曲：閩劇、歌仔戲（古冊戲、胡撇仔戲）、客家大戲、南管戲（七子戲、九甲戲）、北管戲（亂彈戲、四平戲）、布袋戲、皮影戲、傀儡戲、三腳採茶戲、本地歌仔、車鼓弄、牛犁陣、竹馬陣、七響陣、牽亡歌陣、京劇、豫劇、崑曲、黃梅戲、越劇

## 東亞文化圈的其他戲曲

### 越南
- 越族戲曲：㗰劇(Hát tuồng)、嘲劇(Hát chèo)、改良劇(Tuồng cải lương)、水木偶戏(Múa rối nước)

### 朝鲜半岛
- 韓族戲曲：唱劇（창극）、假面劇（탈춤）、郭禿閣氏戲（꼭두각시놀음）、足假面戲（발탈）、巫劇（굿놀이）、多仕樂（다시래기）、廣場劇（마당극）

### 日本
- 和族戲曲：能劇、狂言、歌舞伎、文樂、石見神樂

- 琉球族戲曲：組踊、琉球歌劇（沖縄芝居）

## 著名劇目
- 西厢记（元·王实甫）(全名《崔鶯鶯待月西廂記》)
- 赵氏孤儿 （元·紀君祥）
- 汉宫秋（元·馬致遠）
- 錄鬼簿（元·鐘嗣成）
- 窦娥冤（元·关汉卿）
- 烏盆記（元·迭名）(全名《玎玎璫璫盆兒鬼》)
- 包龍圖智賺合同文字（元·迭名）
- 太和正音譜（明·朱權）
- 牡丹亭（明·汤显祖）
- 桃花扇（清·孔尚任）
- 长生殿（清·洪昇）
- 雷峰塔
- 四郎探母
- 鍾馗打鬼
- 敦盛（世阿彌）

## 海外評論
- 英國著名喜劇演員查理·卓别林在1930年代曾到訪中國，期間觀看京劇及粵劇演出後[4]，其評語為「中國戲曲是珠玉與泥沙混雜」[5]。具體解釋如下（按其隨從翻譯，原語不明。）[4]：

珠玉的解釋：「珠玉般的魅力到處都在，獨特的說唱，精美的表演，誇張的臉譜，奇異的特技和華麗的服飾，集全能之美融於一身而令人震驚。演員一枝船槳在手，隨著節奏的律動而舞蹈就能使人聯想到江河船飄，揮動馬鞭，便可想見駿馬奔馳，許多虛擬表演不求真似，只求傳神。」
泥沙的解釋：「西方人不慣聽京劇花旦尖聲刺耳發聲，好像貓兒的尾巴被踩著時發出的尖叫似的，令人生厭，粵劇的鑼鼓也吵耳難受......」

### 引用
1. ↑  楊慧儀. . 2013-02-05  [2013-06-07]. （原始内容存档于2014-11-04）.
2. ↑  辰序,中国艺术研究院联合全国各地艺术研究院（所）携手保存戏曲艺术遗产 的存檔，存档日期2011-09-03.,中国艺术研究院（简体中文）
3. ↑  
施旭升. . 獨立作家－秀威出版. 2015: 25. ISBN 9789863263050. 崑曲和京劇都自成體系，堪稱典範......所以，此前曾有論者將崑曲作為中國傳統戲劇學的最高範型

秋文. . 寶文堂書店. 1988: 32. ISBN 9787800300011. 當時北京崑曲和京劇為雅部和花部兩大支柱，代表了中國古典戲劇的兩大歷史髙峰。
4. 1 2  胡振（古岡）. . . 香港: 利源書報社. 2003: 28. 香港公共圖書館索書號：992.62 4751.
5. ↑  張啟超.  (PDF). 國立臺灣藝術教育館: 1. 1999  [2022-10-04]. （原始内容存档 (PDF)于2022-10-04）.